# Mall SM d'Asie
Le Mall SM d'Asie est un centre commercial développé par SM Prime Holdings, le plus grand propriétaire et développeur de chaîne de malls aux Philippines. C'est le deuxième plus grand mall aux Philippines après le SM City North EDSA, et le troisième plus grand centre commercial en Asie. (Ref. Forbes' World's 10 Largest Shopping Malls). Il s'étend sur 42 hectares et a une surface de vente de 390 193 m2, pour 407 101 m2 de surface totale.
Il est situé à Bay City, dans la municipalité de Pasay (Grand Manille), près du parc d'affaires SM Central Business Park, de la baie de Manille et de l'extrémité sud de l'avenue Epifanio de los Santos. Il attire environ 200 000 personnes par jour. À son ouverture le 21 mai 2006, il était le plus grand centre commercial des Philippines, titre qui lui a été ravi en 2008 par la reconstruction du SM City North EDSA.

## Transport
Une des caractéristiques originales du mall est un tram de 20 sièges qui transporte ses clients.